# النوم (فلم)
النوم (بالكورية: 잠) هو فيلم رعب ودراما وإثارة كوري جنوبي من اخراج وسيناريو جاسون يو. وبطولة لي سون-كيون وجونغ يو مي. عرض في مهرجان كان السينمائي 2023 خلال أسبوع النقاد. وهو آخر فيلم للممثل لي سون-كيون.

## القصة
"هيون سو" و "سو جين" متزوجان حديثًا. وفي إحدى الليالي، يبدأ الزوج فجأة بالتحدث والسير أثناء النوم ومن تلك الليلة كلما نام تحول إلى شخص آخر دون أن يتذكر ما حدث في البارحة، فتدخل زوجته الحامل في دوامة من القلق والخوف من أن عائلتها قد تواجه خطر مجهول!

## الممثلون
- جونغ يو مي بدور سو جين
- لي سون-كيون بدور هيون سو
- كيم جوك هي بدور مين جيونجغ [4]

## الانتاج
في تشرين الأول/أكتوبر 2021، أكد الممثلان جونغ يو مي ولي سون-كيون اختيارهما لدور الزوجين سو جين وهيون سو في فيلم رعب من تأليف وإخراج جيسون يو، وإنتاج لويس بيكتشرز.
فيما يتعلق بالقصة، قبل تحويلها إلى كابوس، استوحى جيسون يو من اللحظات التي كان يستعد فيها للزواج من صديقته التي دامت سبع سنوات: "في الكتابة، كان هدفي، في البداية، بالطبع، هو صنع فيلم ممتع. ولكن بما أن موضوعي في ذلك الوقت كان الزواج، فقد أردت أيضًا أن أتحدث عن الحياة الزوجية". وأوضح يو: "في البداية، كان لدي فضول ظاهري بشأن المشي أثناء النوم. ثم، تساءلت كيف ستبدو الحياة اليومية لشخص عزيز عليه أن يبقى بجانب شخص يمشي أثناء النوم". وذكر أيضًا أن النوم موضوع جيد لفيلم رعب، حيث أن "النوم هو حالة من الاستسلام التام لبيئتك". ذكر يو أيضًا أنه عندما أنشأ شخصية سو جين لأول مرة، كان يفكر في جونغ يو مي باعتبارها الممثلة المثالية لهذا الدور.
أثناء مرحلة ما قبل الإنتاج، أظهر بونغ جون هو تقديره لعمل جيسون يو. عمل يو سابقًا كمساعد للمخرج بونغ أثناء إنتاج فيلمه أوكجا. أوصى بونغ بشدة بأن يلعب لي سون-كيون دور الزوج هيون سو. في مقابلة بعد العرض الأول للفيلم، اعترف يو قائلاً: "أثناء تصوير فيلم النوم، وجدت نفسي، دون وعي ووعي، أحاول تقليد الصور التي رأيتها في فيلم أوكجا".
انتهى التصوير الرئيسي في 12 نيسان/أبريل 2022.

## الجوائز والترشيحات
| قائمة الجوائز والترشيحات | قائمة الجوائز والترشيحات          | قائمة الجوائز والترشيحات    | قائمة الجوائز والترشيحات     | قائمة الجوائز والترشيحات | قائمة الجوائز والترشيحات |
| السنة                    | الجائزة                           | الفئة                       | المستلم                      | النتيجة                  | م.                       |
| ------------------------ | --------------------------------- | --------------------------- | ---------------------------- | ------------------------ | ------------------------ |
| 2023                     | مهرجان كان السينمائي              | اسبوع النقاد الجائزة الكبرى | جيسون يو                     | رُشِّح                      | [ 11 ]                   |
| 2023                     | مهرجان كان السينمائي              | الكاميرا الذهبية            | جيسون يو                     | رُشِّح                      | [ 12 ]                   |
| 2023                     | جوائز الناقوس الكبرى              | أفضل فيلم                   | النوم                        | رُشِّح                      | [ 13 ]                   |
| 2023                     | جوائز الناقوس الكبرى              | أفضل ممثلة                  | جونغ يو مي                   | رُشِّح                      | [ 13 ]                   |
| 2023                     | جوائز الناقوس الكبرى              | أفضل مخرج جديد              | جيسون يو                     | رُشِّح                      | [ 13 ]                   |
| 2023                     | جوائز الناقوس الكبرى              | أفضل سيناريو                | جيسون يو                     | رُشِّح                      | [ 13 ]                   |
| 2023                     | جوائز الناقوس الكبرى              | أفضل موسيقى                 | جانغ هيوك جين، جانغ يونغ جين | رُشِّح                      | [ 13 ]                   |
| 2023                     | جوائز الناقوس الكبرى              | أفضل صوت                    | غونغ تاي وون                 | رُشِّح                      | [ 13 ]                   |
| 2023                     | جوائز أفلام التنين الأزرق         | أفضل ممثلة                  | جونغ يو مي                   | فوز                      | [ 14 ]                   |
| 2023                     | جوائز أفلام التنين الأزرق         | أفضل مخرج جديد              | جيسون يو                     | رُشِّح                      | [ 15 ]                   |
| 2023                     | جوائز أفلام التنين الأزرق         | أفضل تحرير                  | هان مي يون                   | رُشِّح                      |                          |
| 2023                     | جوائز جمعية منتجي الأفلام الكورية | أفضل ممثلة                  | جونغ يو مي                   | فوز                      |                          |
| 2024                     | جوائز بايكسانغ للفنون             | أفضل مخرج جديد              | جيسون يو                     | رُشِّح                      | [ 16 ] [ 17 ]            |
| 2024                     | جوائز بايكسانغ للفنون             | أفضل سيناريو                | جيسون يو                     | فوز                      | [ 16 ] [ 17 ]            |
| 2024                     | جوائز بايكسانغ للفنون             | أفضل ممثلة                  | جونغ يو مي                   | رُشِّح                      | [ 16 ] [ 17 ]            |
| 2024                     | جوائز بيل للأفلام                 | أفضل فيلم                   | النوم                        | في الانتظار              | [ 18 ]                   |
| 2024                     | جوائز بيل للأفلام                 | أفضل ممثلة                  | جونغ يو مي                   | في الانتظار              | [ 18 ]                   |
| 2024                     | جوائز بيل للأفلام                 | أفضل مخرج جديد              | جيسون يو                     | في الانتظار              | [ 18 ]                   |
| 2024                     | جوائز بيل للأفلام                 | أفضل سيناريو                | جيسون يو                     | في الانتظار              | [ 18 ]                   |

## روابط خارجية
- مقالات تستعمل روابط فنية بلا صلة مع ويكي بيانات